# Keep Your Head Up (Ben Howard)
Keep Your Head Up is een single afkomstig van het debuutalbum Every kingdom van de Britse singer-songwriter Ben Howard uit 2011. Het nummer is geschreven door Howard zelf en geproduceerd door Chris Bond. De single werd 24 oktober 2011 uitgebracht en bereikte een 74ste plaats in het Verenigd Koninkrijk. In Nederland werd het tien maanden later pas een hit en bereikte in augustus 2012 de veertiende plaats in de Nederlandse Single Top 100 en een twaalfde positie in de Nederlandse Top 40. In Vlaanderen kwam het nummer niet verder dan een 87ste plaats in de Ultratiplijst van de Ultratop 50.

## Hitnoteringen

### Nederlandse Top 40
| Hitnotering: 30-06-2012 t/m 24-11-2012 | Hitnotering: 30-06-2012 t/m 24-11-2012 | Hitnotering: 30-06-2012 t/m 24-11-2012 | Hitnotering: 30-06-2012 t/m 24-11-2012 | Hitnotering: 30-06-2012 t/m 24-11-2012 | Hitnotering: 30-06-2012 t/m 24-11-2012 | Hitnotering: 30-06-2012 t/m 24-11-2012 | Hitnotering: 30-06-2012 t/m 24-11-2012 | Hitnotering: 30-06-2012 t/m 24-11-2012 | Hitnotering: 30-06-2012 t/m 24-11-2012 | Hitnotering: 30-06-2012 t/m 24-11-2012 | Hitnotering: 30-06-2012 t/m 24-11-2012 | Hitnotering: 30-06-2012 t/m 24-11-2012 |
| Week:                                  | 1                                      | 2                                      | 3                                      | 4                                      | 5                                      | 6                                      | 7                                      | 8                                      | 9                                      | 10                                     | 11                                     | 12                                     |
| -------------------------------------- | -------------------------------------- | -------------------------------------- | -------------------------------------- | -------------------------------------- | -------------------------------------- | -------------------------------------- | -------------------------------------- | -------------------------------------- | -------------------------------------- | -------------------------------------- | -------------------------------------- | -------------------------------------- |
| Positie:                               | 19                                     | 17                                     | 17                                     | 17                                     | 12                                     | 12                                     | 13                                     | 23                                     | 23                                     | 19                                     | 17                                     | 16                                     |
| Week:                                  | 13                                     | 14                                     | 15                                     | 16                                     | 17                                     | 18                                     | 19                                     | 20                                     | 21                                     | 22                                     |                                        |                                        |
| Positie:                               | 20                                     | 18                                     | 18                                     | 21                                     | 23                                     | 24                                     | 30                                     | 33                                     | 37                                     | 40                                     | uit                                    |                                        |

### NederlandseSingle Top 100
| Hitnotering: (Week 1) 07-01-2012 Hitnotering: (Week 2 t/m 3) 04-02-2012 t/m 11-02-2012 Hitnotering: (Week 4) 03-03-2012 Hitnotering: (Week 5 t/m 8) 21-04-2012 t/m 12-05-2012 Hitnotering: (Week 9 t/m 43) 02-06-2012 t/m 26-01-2013 | Hitnotering: (Week 1) 07-01-2012 Hitnotering: (Week 2 t/m 3) 04-02-2012 t/m 11-02-2012 Hitnotering: (Week 4) 03-03-2012 Hitnotering: (Week 5 t/m 8) 21-04-2012 t/m 12-05-2012 Hitnotering: (Week 9 t/m 43) 02-06-2012 t/m 26-01-2013 | Hitnotering: (Week 1) 07-01-2012 Hitnotering: (Week 2 t/m 3) 04-02-2012 t/m 11-02-2012 Hitnotering: (Week 4) 03-03-2012 Hitnotering: (Week 5 t/m 8) 21-04-2012 t/m 12-05-2012 Hitnotering: (Week 9 t/m 43) 02-06-2012 t/m 26-01-2013 | Hitnotering: (Week 1) 07-01-2012 Hitnotering: (Week 2 t/m 3) 04-02-2012 t/m 11-02-2012 Hitnotering: (Week 4) 03-03-2012 Hitnotering: (Week 5 t/m 8) 21-04-2012 t/m 12-05-2012 Hitnotering: (Week 9 t/m 43) 02-06-2012 t/m 26-01-2013 | Hitnotering: (Week 1) 07-01-2012 Hitnotering: (Week 2 t/m 3) 04-02-2012 t/m 11-02-2012 Hitnotering: (Week 4) 03-03-2012 Hitnotering: (Week 5 t/m 8) 21-04-2012 t/m 12-05-2012 Hitnotering: (Week 9 t/m 43) 02-06-2012 t/m 26-01-2013 | Hitnotering: (Week 1) 07-01-2012 Hitnotering: (Week 2 t/m 3) 04-02-2012 t/m 11-02-2012 Hitnotering: (Week 4) 03-03-2012 Hitnotering: (Week 5 t/m 8) 21-04-2012 t/m 12-05-2012 Hitnotering: (Week 9 t/m 43) 02-06-2012 t/m 26-01-2013 | Hitnotering: (Week 1) 07-01-2012 Hitnotering: (Week 2 t/m 3) 04-02-2012 t/m 11-02-2012 Hitnotering: (Week 4) 03-03-2012 Hitnotering: (Week 5 t/m 8) 21-04-2012 t/m 12-05-2012 Hitnotering: (Week 9 t/m 43) 02-06-2012 t/m 26-01-2013 | Hitnotering: (Week 1) 07-01-2012 Hitnotering: (Week 2 t/m 3) 04-02-2012 t/m 11-02-2012 Hitnotering: (Week 4) 03-03-2012 Hitnotering: (Week 5 t/m 8) 21-04-2012 t/m 12-05-2012 Hitnotering: (Week 9 t/m 43) 02-06-2012 t/m 26-01-2013 | Hitnotering: (Week 1) 07-01-2012 Hitnotering: (Week 2 t/m 3) 04-02-2012 t/m 11-02-2012 Hitnotering: (Week 4) 03-03-2012 Hitnotering: (Week 5 t/m 8) 21-04-2012 t/m 12-05-2012 Hitnotering: (Week 9 t/m 43) 02-06-2012 t/m 26-01-2013 | Hitnotering: (Week 1) 07-01-2012 Hitnotering: (Week 2 t/m 3) 04-02-2012 t/m 11-02-2012 Hitnotering: (Week 4) 03-03-2012 Hitnotering: (Week 5 t/m 8) 21-04-2012 t/m 12-05-2012 Hitnotering: (Week 9 t/m 43) 02-06-2012 t/m 26-01-2013 | Hitnotering: (Week 1) 07-01-2012 Hitnotering: (Week 2 t/m 3) 04-02-2012 t/m 11-02-2012 Hitnotering: (Week 4) 03-03-2012 Hitnotering: (Week 5 t/m 8) 21-04-2012 t/m 12-05-2012 Hitnotering: (Week 9 t/m 43) 02-06-2012 t/m 26-01-2013 | Hitnotering: (Week 1) 07-01-2012 Hitnotering: (Week 2 t/m 3) 04-02-2012 t/m 11-02-2012 Hitnotering: (Week 4) 03-03-2012 Hitnotering: (Week 5 t/m 8) 21-04-2012 t/m 12-05-2012 Hitnotering: (Week 9 t/m 43) 02-06-2012 t/m 26-01-2013 | Hitnotering: (Week 1) 07-01-2012 Hitnotering: (Week 2 t/m 3) 04-02-2012 t/m 11-02-2012 Hitnotering: (Week 4) 03-03-2012 Hitnotering: (Week 5 t/m 8) 21-04-2012 t/m 12-05-2012 Hitnotering: (Week 9 t/m 43) 02-06-2012 t/m 26-01-2013 | Hitnotering: (Week 1) 07-01-2012 Hitnotering: (Week 2 t/m 3) 04-02-2012 t/m 11-02-2012 Hitnotering: (Week 4) 03-03-2012 Hitnotering: (Week 5 t/m 8) 21-04-2012 t/m 12-05-2012 Hitnotering: (Week 9 t/m 43) 02-06-2012 t/m 26-01-2013 | Hitnotering: (Week 1) 07-01-2012 Hitnotering: (Week 2 t/m 3) 04-02-2012 t/m 11-02-2012 Hitnotering: (Week 4) 03-03-2012 Hitnotering: (Week 5 t/m 8) 21-04-2012 t/m 12-05-2012 Hitnotering: (Week 9 t/m 43) 02-06-2012 t/m 26-01-2013 | Hitnotering: (Week 1) 07-01-2012 Hitnotering: (Week 2 t/m 3) 04-02-2012 t/m 11-02-2012 Hitnotering: (Week 4) 03-03-2012 Hitnotering: (Week 5 t/m 8) 21-04-2012 t/m 12-05-2012 Hitnotering: (Week 9 t/m 43) 02-06-2012 t/m 26-01-2013 | Hitnotering: (Week 1) 07-01-2012 Hitnotering: (Week 2 t/m 3) 04-02-2012 t/m 11-02-2012 Hitnotering: (Week 4) 03-03-2012 Hitnotering: (Week 5 t/m 8) 21-04-2012 t/m 12-05-2012 Hitnotering: (Week 9 t/m 43) 02-06-2012 t/m 26-01-2013 |
| Week: | 1 | | 2 | 3 | | 4 | | 5 | 6 | 7 | 8 | | 9 | 10 | 11 | 12 |
| --- | --- | --- | --- | --- | --- | --- | --- | --- | --- | --- | --- | --- | --- | --- | --- | --- |
| Positie: | 94 | uit | 85 | 94 | uit | 99 | uit | 97 | 93 | 73 | 99 | uit | 52 | 73 | 54 | 19 |
| Week: | 13 | 14 | 15 | 16 | 17 | 18 | 19 | 20 | 21 | 22 | 23 | 24 | 25 | 26 | 27 | 28 |
| Positie: | 23 | 24 | 22 | 21 | 31 | 30 | 36 | 34 | 14 | 21 | 22 | 27 | 14 | 15 | 23 | 22 |
| Week: | 29 | 30 | 31 | 32 | 33 | 34 | 35 | 36 | 37 | 38 | 39 | 40 | 41 | 42 | 43 | |
| Positie: | 25 | 32 | 32 | 35 | 37 | 22 | 32 | 46 | 34 | 54 | 43 | 41 | 56 | 64 | 82 | uit |

### NPO Radio 2 Top 2000
| Nummer met noteringen in de NPO Radio 2 Top 2000 | '12 | '13 | '14 | '15 | '16 | '17 | '18  | '19  | '20  | '21  | '22  | '23  | '24  |
| ------------------------------------------------ | --- | --- | --- | --- | --- | --- | ---- | ---- | ---- | ---- | ---- | ---- | ---- |
| Keep your head up                                | 136 | 213 | 342 | 519 | 766 | 872 | 1057 | 1387 | 1350 | 1370 | 1576 | 1680 | 1502 |

1. ↑  Een vetgedrukt getal geeft de hoogste notering aan.
2. ↑  2012 was het eerste jaar met een notering voor dit nummer.

## Sandra van Nieuwland
In de tweede liveshow van het derde seizoen van The voice of Holland zong Sandra van Nieuwland op 16 november 2012 haar versie van het nummer Keep Your Head Up. Het nummer was na de uitzending gelijk verkrijgbaar als muziekdownload en kwam een week later op nummer 1 binnen in de Nederlandse Single Top 100. Het werd Van Nieuwlands tweede nummer 1-hit in de Single Top 100 en haar eerste in de Nederlandse Top 40.

### Hitnoteringen

#### Nederlandse Top 40
| Hitnotering: 24-11-2012 t/m 02-02-2013 | Hitnotering: 24-11-2012 t/m 02-02-2013 | Hitnotering: 24-11-2012 t/m 02-02-2013 | Hitnotering: 24-11-2012 t/m 02-02-2013 | Hitnotering: 24-11-2012 t/m 02-02-2013 | Hitnotering: 24-11-2012 t/m 02-02-2013 | Hitnotering: 24-11-2012 t/m 02-02-2013 | Hitnotering: 24-11-2012 t/m 02-02-2013 | Hitnotering: 24-11-2012 t/m 02-02-2013 | Hitnotering: 24-11-2012 t/m 02-02-2013 | Hitnotering: 24-11-2012 t/m 02-02-2013 | Hitnotering: 24-11-2012 t/m 02-02-2013 |
| Week:                                  | 1                                      | 2                                      | 3                                      | 4                                      | 5                                      | 6                                      | 7                                      | 8                                      | 9                                      | 10                                     |                                        |
| -------------------------------------- | -------------------------------------- | -------------------------------------- | -------------------------------------- | -------------------------------------- | -------------------------------------- | -------------------------------------- | -------------------------------------- | -------------------------------------- | -------------------------------------- | -------------------------------------- | -------------------------------------- |
| Positie:                               | 16                                     | 1                                      | 1                                      | 6                                      | 6                                      | 10                                     | 10                                     | 21                                     | 25                                     | 36                                     | uit                                    |

#### NederlandseSingle Top 100
| Hitnotering: 24-11-2012 t/m 16-02-2013 | Hitnotering: 24-11-2012 t/m 16-02-2013 | Hitnotering: 24-11-2012 t/m 16-02-2013 | Hitnotering: 24-11-2012 t/m 16-02-2013 | Hitnotering: 24-11-2012 t/m 16-02-2013 | Hitnotering: 24-11-2012 t/m 16-02-2013 | Hitnotering: 24-11-2012 t/m 16-02-2013 | Hitnotering: 24-11-2012 t/m 16-02-2013 | Hitnotering: 24-11-2012 t/m 16-02-2013 | Hitnotering: 24-11-2012 t/m 16-02-2013 | Hitnotering: 24-11-2012 t/m 16-02-2013 | Hitnotering: 24-11-2012 t/m 16-02-2013 | Hitnotering: 24-11-2012 t/m 16-02-2013 | Hitnotering: 24-11-2012 t/m 16-02-2013 | Hitnotering: 24-11-2012 t/m 16-02-2013 |
| Week:                                  | 1                                      | 2                                      | 3                                      | 4                                      | 5                                      | 6                                      | 7                                      | 8                                      | 9                                      | 10                                     | 11                                     | 12                                     | 13                                     |                                        |
| -------------------------------------- | -------------------------------------- | -------------------------------------- | -------------------------------------- | -------------------------------------- | -------------------------------------- | -------------------------------------- | -------------------------------------- | -------------------------------------- | -------------------------------------- | -------------------------------------- | -------------------------------------- | -------------------------------------- | -------------------------------------- | -------------------------------------- |
| Positie:                               | 1                                      | 2                                      | 7                                      | 5                                      | 6                                      | 4                                      | 6                                      | 26                                     | 33                                     | 45                                     | 53                                     | 45                                     | 80                                     | uit                                    |

#### NPO Radio 2 Top 2000
Keep Your Head up stond alleen in 2013 in de NPO Radio 2 Top 2000, op plek 1416.